# Мате Малеш
Мате Малеш (хорв. Mate Maleš, нар. 11 березня 1989, Шибеник) — хорватський футболіст, півзахисник клубу «Рієка» та національної збірної Хорватії.

## Клубна кар'єра
У дорослому футболі дебютував 2005 року виступами за команду клубу «Шибеник», в якій провів два сезони, взявши участь лише у 3 матчах чемпіонату. 
Своєю грою за цю команду привернув увагу представників тренерського штабу клубу «Хайдук» (Спліт), до складу якого приєднався 2007 року. Відіграв за сплітську команду наступний сезон своєї ігрової кар'єри, в якому лише тричі виходив на поле в матчах хорватського чемпіонату.
2008 року уклав контракт з клубом «Динамо» (Загреб), у складі якого провів лише одну гру в національній першості. 
З 2009 року три сезони захищав кольори команди клубу «Локомотива». Частину 2012 року провів у «Загребі», після чого знову захищав кольори «Локомотиви».
До складу клубу «Рієка» приєднався 2013 року.

## Виступи за збірну
2014 року дебютував в офіційних матчах у складі національної збірної Хорватії.

## Титули і досягнення
- Чемпіон Хорватії (1):

«Рієка»: 2016-17
- Володар Кубка Хорватії (2):

«Рієка»: 2013-14, 2016-17
- Володар Суперкубка Румунії (1):

ЧФР (Клуж-Напока): 2018
- Чемпіон Румунії (1):

ЧФР (Клуж-Напока): 2018-19